# Cédric Soares
Cédric Ricardo Alves Soares (Singen, 31 agosto 1991) è un calciatore portoghese, difensore del San Paolo. Con la nazionale portoghese si è laureato campione d'Europa nel 2016.

## Biografia
È nato in Germania da una famiglia portoghese, con cui all'età di due anni ha fatto ritorno nel paese lusitano.

## Caratteristiche tecniche
Difensore laterale, è in grado di agire su entrambe le fasce e risulta abile nell'uno contro uno. I suoi limiti riguardano tuttavia l'aspetto tecnico e il supporto alla manovra offensiva, cui è solito contribuire con i cross.

## Carriera

### Club

#### Gli inizi, Sporting Lisbona
Dopo aver fatto tutta la trafila nelle giovanili dello Sporting Lisbona, debutta in prima squadra il 4 novembre 2010 nella partita di Europa League contro il Gent (1-3). L'esordio nel campionato portoghese avviene l'8 maggio 2011 nella gara contro il Vitória Setúbal (0-1). Nella stagione 2011-2012 viene ceduto in prestito all'Académica.
In seguito, torna allo Sporting Lisbona, dove gradualmente si guadagna il posto da titolare. Segna il primo gol in campionato il 15 dicembre 2012 contro il Nacional (1-1). Nel corso della sua esperienza con lo Sporting totalizza 94 presenze e 2 gol in tutte le competizioni.

#### Southampton e prestito all'Inter

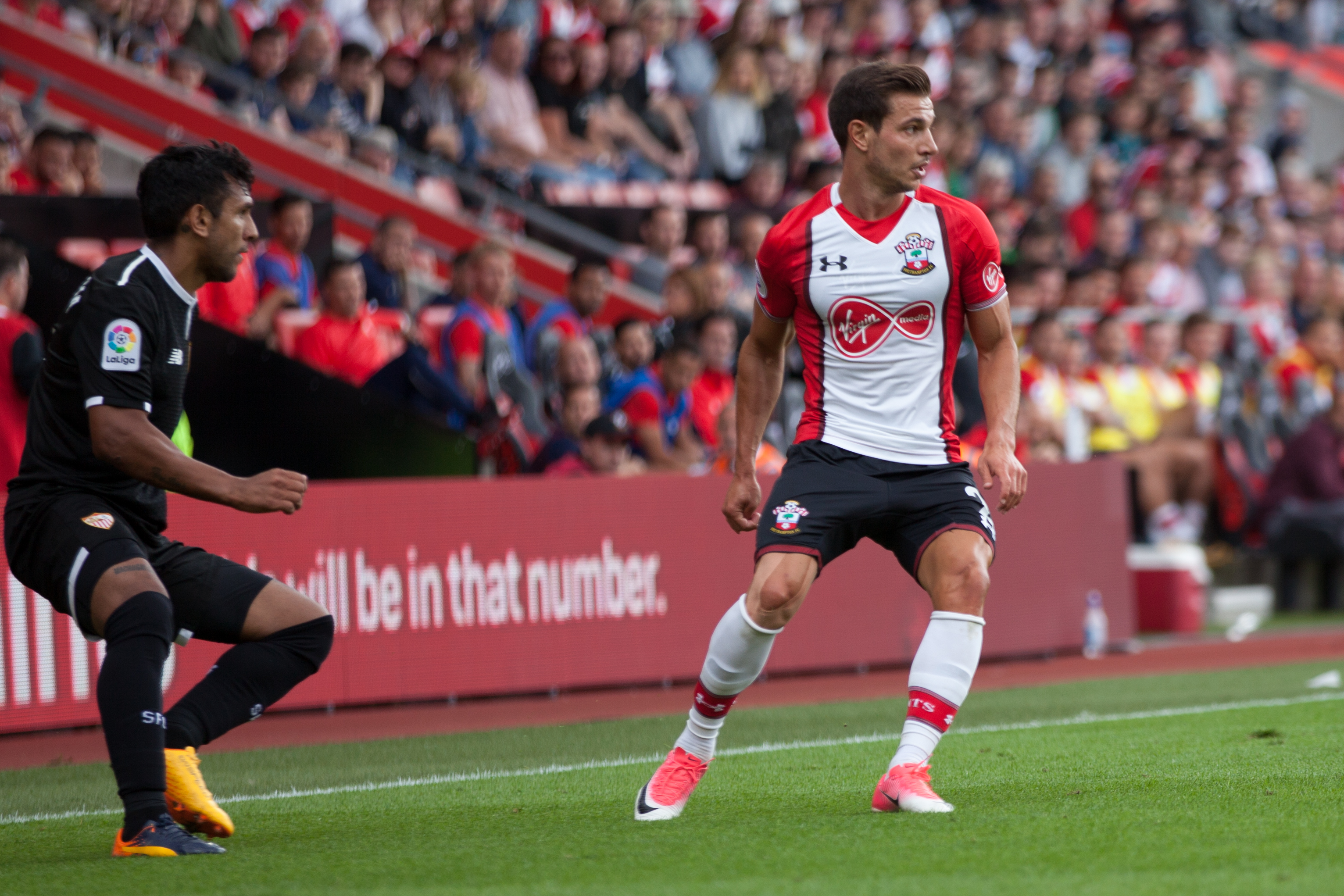
Cédric con la maglia del Southampton nel 2017.

Il 18 giugno 2015 si trasferisce al Southampton per 6,5 milioni di euro, firmando un contratto quadriennale. Debutta con gli inglesi il 30 luglio, giocando il terzo turno preliminare di Europa League contro il Vitesse (3-0). Dieci giorni dopo esordisce anche in Premier League nella partita contro il Newcastle Utd (2-2).
Nel gennaio 2019 si trasferisce in prestito oneroso all'Inter, con diritto di riscatto. Esordisce contro la Lazio in Coppa Italia realizzando anche un rigore della sequenza finale, senza però evitare l'eliminazione dei nerazzurri. Il debutto in Serie A avviene invece il 3 febbraio, nella sconfitta casalinga con il Bologna. Durante la seconda parte di stagione il portoghese trova poco spazio, raccogliendo appena 9 presenze complessive. In estate non viene riscattato, lascia Milano rientrando quindi al Southampton.

#### Arsenal e prestito al Fulham
Con i Saints gioca 16 partite in campionato (di cui 15 da titolare), salvo poi venire ceduto nuovamente in prestito, questa volta all'Arsenal. Il 24 giugno 2020 viene acquistato a titolo definitivo dal club londinese con la quale si aggiudica la coppa d'Inghilterra e la Community Shield.
Il 31 gennaio 2023 è stato acquistato in prestito annuale dal Fulham, squadra neopromossa in Premier League. Esordisce ufficialmente in campionato l'11 febbraio seguente in una gara contro il Nottingham Forest, subentrando a metà gara a Kenny Tete. Ha esordito per la prima volta da titolare il 28 febbraio in una gara valida per il quinto turno di FA Cup vinta contro il Leeds United. Tuttavia, la sua esperienza ai Cottagers sarà del tutto fallimentare, totalizzando in cinque mesi solamente sei presenze in Premier League senza convincere del tutto. Il 30 giugno 2023 è tornato all'Arsenal a causa del mancato riscatto da parte del Fulham.
Dopo aver collezionato soltanto 3 presenze con i Gunners, il 30 giugno 2024 va in scadenza di contratto, rimanendo così svincolato.

#### São Paulo
Senza contratto da oltre sei mesi, il 29 gennaio 2025 viene ufficializzato il suo ingaggio da parte dei brasiliani del San Paolo, con cui sottoscrive un accordo fino al 30 aprile seguente.

### Nazionale
Nonostante sia nato in Germania, ha scelto di giocare nella nazionale portoghese, dove ha giocato in tutte le nazionali giovanili lusitane, partendo dall'Under-16 sino alla nazionale Under-21.
Il 14 ottobre 2014 debutta da titolare nell'amichevole giocata allo Stade de France contro la Francia. Convocato per gli Europei 2016 in Francia. Dopo essere partito come riserva di Vieirinha, dagli ottavi di finale ne rileva il posto. Il 10 luglio si laurea campione d'Europa, giocando da titolare, dopo la vittoria in finale sulla Francia padrona di casa per 1-0, ottenuta grazie al goal decisivo di Éder durante i tempi supplementari.
Ha giocato anche i Mondiali 2018 in Russia, venendo preferito a sorpresa a João Cancelo, in cui è stato titolare nelle 3 sfide ai gironi della squadra eliminata agli ottavi dall'Uruguay (gara in cui Cédric non ha giocato).

## Statistiche

### Presenze e reti nei club
Statistiche aggiornate al 24 maggio 2025.
| Stagione                | Squadra                 | Campionato              | Campionato | Campionato | Coppe nazionali | Coppe nazionali | Coppe nazionali | Coppe continentali | Coppe continentali | Coppe continentali | Altre coppe | Altre coppe | Altre coppe | Totale | Totale |
| Stagione                | Squadra                 | Comp                    | Pres       | Reti       | Comp            | Pres            | Reti            | Comp               | Pres               | Reti               | Comp        | Pres        | Reti        | Pres   | Reti   |
| ----------------------- | ----------------------- | ----------------------- | ---------- | ---------- | --------------- | --------------- | --------------- | ------------------ | ------------------ | ------------------ | ----------- | ----------- | ----------- | ------ | ------ |
| 2010-2011               | Sporting Lisbona        | PL                      | 2          | 0          | CP+CdL          | 0+1             | 0               | UEL                | 2                  | 0                  | -           | -           | -           | 5      | 0      |
| 2011-2012               | Académica               | PL                      | 24         | 0          | CP+CdL          | 5+0             | 0               | -                  | -                  | -                  | -           | -           | -           | 29     | 0      |
| 2012-2013               | Sporting Lisbona B      | SL                      | 2          | 0          | -               | -               | -               | -                  | -                  | -                  | -           | -           | -           | 2      | 0      |
| 2012-2013               | Sporting Lisbona        | PL                      | 13         | 1          | CP+CdL          | 0+3             | 0               | UEL                | 7                  | 0                  | -           | -           | -           | 23     | 1      |
| 2013-2014               | Sporting Lisbona        | PL                      | 28         | 1          | CP+CdL          | 0+3             | -               | -                  | -                  | -                  | -           | -           | -           | 31     | 1      |
| 2014-2015               | Sporting Lisbona        | PL                      | 24         | 0          | CP+CdL          | 4+0             | 0               | UCL+UEL            | 5+2                | 0                  | -           | -           | -           | 35     | 0      |
| Totale Sporting Lisbona | Totale Sporting Lisbona | Totale Sporting Lisbona | 67         | 2          |                 | 11              | 0               |                    | 16                 | 0                  |             | -           | -           | 94     | 2      |
| 2015-2016               | Southampton             | PL                      | 24         | 0          | FACup+CdL       | 0+2             | 0               | UEL                | 1                  | 0                  | -           | -           | -           | 27     | 0      |
| 2016-2017               | Southampton             | PL                      | 30         | 0          | FACup+CdL       | 0+3             | 0               | UEL                | 1                  | 0                  | -           | -           | -           | 34     | 0      |
| 2017-2018               | Southampton             | PL                      | 32         | 0          | FACup+CdL       | 4+0             | 1+0             | -                  | -                  | -                  | -           | -           | -           | 36     | 1      |
| 2018-gen. 2019          | Southampton             | PL                      | 18         | 1          | FACup+CdL       | 2+2             | 0               | -                  | -                  | -                  | -           | -           | -           | 22     | 1      |
| gen.-giu. 2019          | Inter                   | A                       | 4          | 0          | CI              | 1               | 0               | UEL                | 4                  | 0                  | -           | -           | -           | 9      | 0      |
| 2019-gen. 2020          | Southampton             | PL                      | 16         | 0          | FACup+CdL       | 1+2             | 0+1             | -                  | -                  | -                  | -           | -           | -           | 19     | 1      |
| Totale Southampton      | Totale Southampton      | Totale Southampton      | 120        | 1          |                 | 16              | 2               |                    | 2                  | 0                  |             | -           | -           | 138    | 3      |
| gen.-ago. 2020          | Arsenal                 | PL                      | 5          | 1          | FACup           | 0               | 0               | UEL                | 0                  | 0                  | -           | -           | -           | 5      | 1      |
| 2020-2021               | Arsenal                 | PL                      | 10         | 0          | FACup+CdL       | 2+2             | 0               | UEL                | 9                  | 0                  | CS          | 1           | 0           | 24     | 0      |
| 2021-2022               | Arsenal                 | PL                      | 21         | 1          | FACup+CdL       | 1+4             | 0               | -                  | -                  | -                  | -           | -           | -           | 26     | 1      |
| 2022-gen. 2023          | Arsenal                 | PL                      | 2          | 0          | FACup+CdL       | 0+1             | 0               | UEL                | 1                  | 0                  | -           | -           | -           | 4      | 0      |
| gen.-giu. 2023          | Fulham                  | PL                      | 6          | 0          | FACup+CdL       | 2+0             | 0               | -                  | -                  | 0                  | -           | -           | -           | 8      | 0      |
| 2023-2024               | Arsenal                 | PL                      | 3          | 0          | FACup+CdL       | 0+1             | 0               | UCL                | 1                  | 0                  | CS          | 0           | 0           | 5      | 0      |
| Totale Arsenal          | Totale Arsenal          | Totale Arsenal          | 41         | 2          |                 | 11              | 0               |                    | 11                 | 0                  |             | 1           | 0           | 64     | 2      |
| 2025                    | San Paolo               | A1/SP+A                 | 7+8        | 0          | CB              | 2               | 0               | CL                 | 5                  | 0                  | -           | -           | -           | 22     | 0      |
| Totale carriera         | Totale carriera         | Totale carriera         | 279        | 5          |                 | 48              | 2               |                    | 38                 | 0                  |             | 1           | 0           | 366    | 7      |

### Cronologia presenze e reti in nazionale
| Cronologia completa delle presenze e delle reti in nazionale ― Portogallo | Cronologia completa delle presenze e delle reti in nazionale ― Portogallo | Cronologia completa delle presenze e delle reti in nazionale ― Portogallo | Cronologia completa delle presenze e delle reti in nazionale ― Portogallo | Cronologia completa delle presenze e delle reti in nazionale ― Portogallo | Cronologia completa delle presenze e delle reti in nazionale ― Portogallo | Cronologia completa delle presenze e delle reti in nazionale ― Portogallo | Cronologia completa delle presenze e delle reti in nazionale ― Portogallo |
| Data                                                                      | Città                                                                     | In casa                                                                   | Risultato                                                                 | Ospiti                                                                    | Competizione                                                              | Reti                                                                      | Note                                                                      |
| ------------------------------------------------------------------------- | ------------------------------------------------------------------------- | ------------------------------------------------------------------------- | ------------------------------------------------------------------------- | ------------------------------------------------------------------------- | ------------------------------------------------------------------------- | ------------------------------------------------------------------------- | ------------------------------------------------------------------------- |
| 11-10-2014                                                                | Saint-Denis                                                               | Francia                                                                   | 2 – 1                                                                     | Portogallo                                                                | Amichevole                                                                | -                                                                         |                                                                           |
| 14-10-2014                                                                | Copenaghen                                                                | Danimarca                                                                 | 0 – 1                                                                     | Portogallo                                                                | Qual. Euro 2016                                                           | -                                                                         |                                                                           |
| 31-3-2015                                                                 | Estoril                                                                   | Portogallo                                                                | 0 – 2                                                                     | Capo Verde                                                                | Amichevole                                                                | -                                                                         |                                                                           |
| 16-6-2015                                                                 | Ginevra                                                                   | Italia                                                                    | 0 – 1                                                                     | Portogallo                                                                | Amichevole                                                                | -                                                                         | 46’                                                                       |
| 4-9-2015                                                                  | Lisbona                                                                   | Portogallo                                                                | 0 – 1                                                                     | Francia                                                                   | Amichevole                                                                | -                                                                         | 61’                                                                       |
| 7-9-2015                                                                  | Elbasan                                                                   | Albania                                                                   | 0 – 1                                                                     | Portogallo                                                                | Qual. Euro 2016                                                           | -                                                                         | 54’                                                                       |
| 8-10-2015                                                                 | Braga                                                                     | Portogallo                                                                | 1 – 0                                                                     | Danimarca                                                                 | Qual. Euro 2016                                                           | -                                                                         |                                                                           |
| 14-11-2015                                                                | Krasnodar                                                                 | Russia                                                                    | 1 – 0                                                                     | Portogallo                                                                | Amichevole                                                                | -                                                                         |                                                                           |
| 29-3-2016                                                                 | Leiria                                                                    | Portogallo                                                                | 2 – 1                                                                     | Belgio                                                                    | Amichevole                                                                | -                                                                         | 46’                                                                       |
| 29-5-2016                                                                 | Porto                                                                     | Portogallo                                                                | 3 – 0                                                                     | Norvegia                                                                  | Amichevole                                                                | -                                                                         |                                                                           |
| 8-6-2016                                                                  | Lisbona                                                                   | Portogallo                                                                | 7 – 0                                                                     | Estonia                                                                   | Amichevole                                                                | -                                                                         | 46’                                                                       |
| 25-6-2016                                                                 | Lens                                                                      | Croazia                                                                   | 0 – 1 dts                                                                 | Portogallo                                                                | Euro 2016 - Ottavi di finale                                              | -                                                                         |                                                                           |
| 30-6-2016                                                                 | Marsiglia                                                                 | Polonia                                                                   | 1 – 1 dts (3 - 5 dtr)                                                     | Portogallo                                                                | Euro 2016 - Quarti di finale                                              | -                                                                         |                                                                           |
| 6-7-2016                                                                  | Lione                                                                     | Portogallo                                                                | 2 – 0                                                                     | Galles                                                                    | Euro 2016 - Semifinale                                                    | -                                                                         | 86’                                                                       |
| 10-7-2016                                                                 | Saint-Denis                                                               | Portogallo                                                                | 1 – 0                                                                     | Francia                                                                   | Euro 2016 - Finale                                                        | -                                                                         | 1º titolo europeo 34’                                                     |
| 6-9-2016                                                                  | Basilea                                                                   | Svizzera                                                                  | 2 – 0                                                                     | Portogallo                                                                | Qual. Mondiali 2018                                                       | -                                                                         |                                                                           |
| 25-3-2017                                                                 | Lisbona                                                                   | Portogallo                                                                | 3 – 0                                                                     | Ungheria                                                                  | Qual. Mondiali 2018                                                       | -                                                                         |                                                                           |
| 3-6-2017                                                                  | Estoril                                                                   | Portogallo                                                                | 4 – 0                                                                     | Cipro                                                                     | Amichevole                                                                | -                                                                         | 67’                                                                       |
| 9-6-2017                                                                  | Riga                                                                      | Lettonia                                                                  | 0 – 3                                                                     | Portogallo                                                                | Qual. Mondiali 2018                                                       | -                                                                         | 71’                                                                       |
| 18-6-2017                                                                 | Kazan'                                                                    | Portogallo                                                                | 2 – 2                                                                     | Messico                                                                   | Conf. Cup 2017 - 1º turno                                                 | 1                                                                         |                                                                           |
| 21-6-2017                                                                 | Mosca                                                                     | Russia                                                                    | 0 – 1                                                                     | Portogallo                                                                | Conf. Cup 2017 - 1º turno                                                 | -                                                                         |                                                                           |
| 28-6-2017                                                                 | Kazan'                                                                    | Portogallo                                                                | 0 – 0 dts (0 - 3 dtr)                                                     | Cile                                                                      | Conf. Cup 2017 - Semifinale                                               | -                                                                         | 115’                                                                      |
| 31-8-2017                                                                 | Porto                                                                     | Portogallo                                                                | 5 – 1                                                                     | Fær Øer                                                                   | Qual. Mondiali 2018                                                       | -                                                                         | 14’                                                                       |
| 3-9-2017                                                                  | Budapest                                                                  | Ungheria                                                                  | 0 – 1                                                                     | Portogallo                                                                | Qual. Mondiali 2018                                                       | -                                                                         |                                                                           |
| 10-10-2017                                                                | Lisbona                                                                   | Portogallo                                                                | 2 – 0                                                                     | Svizzera                                                                  | Qual. Mondiali 2018                                                       | -                                                                         |                                                                           |
| 23-3-2018                                                                 | Zurigo                                                                    | Portogallo                                                                | 2 – 1                                                                     | Egitto                                                                    | Amichevole                                                                | -                                                                         |                                                                           |
| 28-5-2018                                                                 | Braga                                                                     | Portogallo                                                                | 2 – 2                                                                     | Tunisia                                                                   | Amichevole                                                                | -                                                                         | 72’                                                                       |
| 2-6-2018                                                                  | Bruxelles                                                                 | Belgio                                                                    | 0 – 0                                                                     | Portogallo                                                                | Amichevole                                                                | -                                                                         |                                                                           |
| 7-6-2018                                                                  | Lisbona                                                                   | Portogallo                                                                | 3 – 0                                                                     | Algeria                                                                   | Amichevole                                                                | -                                                                         |                                                                           |
| 15-6-2018                                                                 | Soči                                                                      | Portogallo                                                                | 3 – 3                                                                     | Spagna                                                                    | Mondiali 2018 - 1º turno                                                  | -                                                                         |                                                                           |
| 20-6-2018                                                                 | Mosca                                                                     | Portogallo                                                                | 1 – 0                                                                     | Marocco                                                                   | Mondiali 2018 - 1º turno                                                  | -                                                                         |                                                                           |
| 25-6-2018                                                                 | Saransk                                                                   | Iran                                                                      | 1 – 1                                                                     | Portogallo                                                                | Mondiali 2018 - 1º turno                                                  | -                                                                         | 90+8’                                                                     |
| 14-10-2018                                                                | Londra                                                                    | Scozia                                                                    | 1 – 3                                                                     | Portogallo                                                                | Amichevole                                                                | -                                                                         |                                                                           |
| 27-3-2021                                                                 | Belgrado                                                                  | Serbia                                                                    | 2 – 2                                                                     | Portogallo                                                                | Qual. Mondiali 2022                                                       | -                                                                         |                                                                           |
| Totale                                                                    |                                                                           | Presenze                                                                  | 34                                                                        |                                                                           | Reti                                                                      | 1                                                                         |                                                                           |

## Palmarès

### Club
- Coppa del Portogallo: 2

Academica: 2011-2012
Sporting Lisbona: 2014-2015
- Coppa d'Inghilterra: 1

Arsenal: 2019-2020
- Community Shield: 1

Arsenal: 2020

### Nazionale
- Campionato d'Europa: 1

Francia 2016